# Усть-Рудица
Усть-Ру́дица — упразднённая деревня в Лопухинском сельском поселении Ломоносовского района Ленинградской области. Бывшая усадьба, позднее деревня при слиянии рек Лопухинка (ранее называлась Рудицей, ныне это название носит один из притоков Лопухинки) и Чёрная, принадлежавшая Михаилу Ломоносову. В деревне располагалась усадьба Ломоносова и открытая им фабрика по производству цветного стекла и смальты.

## История
В 1753 году мыза Усть-Рудица вместе с четырьмя деревнями (Шишкина, Калищи, Перекули, Липова) была пожалована императрицей Елизаветой Петровной М. В. Ломоносову «для делания изобретённых им разноцветных стёкол и из них бисеру и всяких других галантерейных вещей и уборов». 6 мая 1753 Ломоносов заложил в Усть-Рудице фабрику по изготовлению цветного стекла и смальты. К 1754 г. фабрика начинает выпускать продукцию, которая завоёвывает успех у петербургских модниц.
В 1753—1765 годах на фабрике мозаичных стекол было создано 27 портретов и картин, в том числе «Полтавская баталия».
В 1765 году имение перешло к жене Ломоносова, Елизавете Христине, урождённой Цильх, а в 1768 — к их дочери Елене Михайловне (1749—1772), в замужестве Константиновой.
Согласно 6-й ревизии 1811 года, мыза Усть-Рудицы принадлежала подполковнику Алексею Алексеевичу Константинову, внуку М. В. Ломоносова.
Деревня Усть Нижняя Рудица из 37 дворов, в ней мыза Рудицкая помещика Копачева и другая мыза Рудицкая помещицы Константиновой, упоминается на «Топографической карте окрестностей Санкт-Петербурга» Ф. Ф. Шуберта 1831 года.
Согласно 8-й ревизии 1833 года, мыза Усть-Рудица с деревнями принадлежала жене генерала Н. Н. Раевского Софье Алексеевне и её сестре девице Екатерине Алексеевне Константиновой, внучкам М. В. Ломоносова.

УСТЬ-РУДИЦЫ — мыза принадлежит жене вдове генерала от инфантерии Раевской и сестре её девице Константиновой, число жителей по ревизии: 24 м. п., 20 ж. п.

при ней деревни:

Рудицы — число жителей по ревизии: 73 м. п., 59 ж. п.

Ломаносова — число жителей по ревизии: 22 м. п., 15 ж. п.

Шишкино — число жителей по ревизии: 44 м. п., 30 ж. п.

Сюрьи — число жителей по ревизии: 9 м. п., 8 ж. п.

Перекуля — число жителей по ревизии: 28 м. п., 27 ж. п.

Липова — число жителей по ревизии: 23 м. п., 29 ж. п.

Минолова — число жителей по ревизии: 4 м. п., 10 ж. п.

Голубовицы — число жителей по ревизии: 40 м. п., 38 ж. п.

Савольщина — число жителей по ревизии: 23 м. п., 29 ж. п.

УСТЬ-РУДИЦЫ — деревня принадлежит жене вдове капитан-лейтенанта флота Копачио, число жителей по ревизии: 35 м. п., 28 ж. п. (1838 год)

В пояснительном тексте к этнографической карте Санкт-Петербургской губернии П. И. Кёппена 1849 года записаны деревни:
- Ruditz (1. Усть-Рудиц), количество жителей на 1848 год: ижоры — 80 м. п., 73 ж. п., всего 153 человека
- Ruditz (2. Усть-Рудиц), количество жителей на 1848 год: ижоры — 26 м. п., 26 ж. п., всего 52 человека.

Все они относились к православному Медушскому Троицкому приходу
Согласно 9-й ревизии 1850 года, мыза Усть-Рудицы принадлежала помещице Екатерине Николаевне Орловой (дочери С. А. Раевской), а деревня Усть-Рудицы — помещику Николаю Астафьевичу Кирилову.

УСТЬ РУДУЦ — деревня госпожи Орловой, по просёлочной дороге, число дворов — 36, число душ — 83 м. п.

УСТЬ РУДИЦЫ — деревня чиновника Кирилова, по просёлочной дороге, число дворов — 8, число душ — 31 м. п. (1856 год)

Согласно 10-й ревизии 1856 года, мыза и деревня Усть-Рудицы принадлежали Екатерине Николаевне Орловой.
- План деревни и мызы Усть-Рудицы. 1860 год

Согласно «Топографической карте частей Санкт-Петербургской и Выборгской губерний» в 1860 году деревня Усть-Рудицы насчитывала 46 крестьянских дворов. В деревне была кузница и водяная мельница.

УСТЬ-РУДИЦЫ — мыза владельческая при реке Чёрной, число дворов — 1, число жителей: 11 м. п., 13 ж. п.

УСТЬ-РУДИЦЫ — деревня владельческая при реке Чёрной, число дворов — 47, число жителей: 154 м. п., 164 ж. п. (1862 год)

В 1868—1869 годах временнообязанные крестьяне деревни выкупили свои земельные наделы у Н. А. Кириллова и стали собственниками земли.
В 1869 году свои земельные наделы временнообязанные крестьяне выкупили у Е. Н. Орловой.
По состоянию на 1884 год мыза была заселена в основном ижорой.
Сборник Центрального статистического комитета описывал её так:

УСТЬ-РУДИЦЫ (НИЖНИЕ РУДИЦЫ) — деревня бывшая владельческая при реке Коваше, дворов — 54, жителей — 286; часовня, лавка. (1885 год)

В конце XIX века мыза административно относилась к Медушской волости 2-го стана Петергофского уезда Санкт-Петербургской губернии, в начале XX века — 3-го стана.
По данным «Памятной книжки Санкт-Петербургской губернии» за 1905 год мыза Нижние Усть-Рудицы площадью 376 десятин принадлежала потомственному почётному гражданину Александру Александровичу Закревскому. Посёлки Усть-Рудицы и Юхцена площадью 4240 десятин принадлежали наследникам Н. М. Орловой.
К 1913 году количество дворов в деревне увеличилось до 63.
В 1919 году во время похода Юденича на Петроград усадьба была разгромлена, и главное здание сгорело.
С 1917 по 1923 год деревня входила в состав Усть-Рудицкого сельсовета Медушской волости Петергофского уезда.
С 1923 года в составе Троцкого уезда.
С 1924 года в составе Нижнего сельсовета.
Согласно данным переписи населения СССР 1926 года в деревне Усть-Рудицы проживали 275 человек — большинство ижоры, а также русские и эстонцы.
С февраля 1927 года в составе Гостилицкой волости. С августа 1927 года в составе Ораниенбаумского района
В 1928 году население деревни Усть-Рудицы также составляло 275 человек.
Согласно топографической карте 1930 года деревня состояла из двух частей: Нижние Рудицы, которая насчитывала 16 дворов и Усть-Рудицы — 72 двора.
По административным данным 1933 года деревня Усть-Рудицы входила в состав Нижнего сельсовета Ораниенбаумского района. Административным центром сельсовета являлась деревня Терентьево.
- План деревни Усть-Рудицы. 1938 год

Согласно топографической карте 1938 года деревня состояла из двух частей: Нижние Рудицы, которая насчитывала 37 дворов и Усть-Рудицы — 54 двора. В деревне находилась почта, школа и часовня.
С 1 августа 1941 года по 31 декабря 1943 года деревня находилась в оккупации. В период блокады Ленинграда, деревня находилась на переднем краю обороны Ораниенбаумского плацдарма и была буквально стёрта с лица земли.
В период 1949—1953 годах на месте усадьбы работала археологическая экспедиция Академии наук СССР под руководством академика В. В. Данилевского, которой удалось установить местонахождение фабрики Ломоносова.
С 1950 года в составе Лебяжского сельсовета.
В 1959 году место расположения бывшей фабрики объявлено памятником отечественной науки и техники и взято под государственную охрану, на месте главного корпуса была установлена памятная стела.
С 1963 года в составе Гатчинского района.
С 1965 года вновь в составе Ломоносовского района. В 1965 году население деревни Усть-Рудицы составлял один человек.
По данным 1966 года деревня Усть-Рудицы входила в состав Лебяжского сельсовета.
По данным 1973 года деревня Усть-Рудицы в составе Ломоносовского района не значилась.
В урочище Усть-Рудицы установлен памятник, напоминающий об уничтоженных деревнях Усть-Рудица и Нижние Рудицы.

## География
Деревня расположена в центральной части района у места слияния рек Чёрной и Лопухинки.
Расстояние до ближайшей железнодорожной станции Лебяжье — 11,5 км.

## Современное состояние
По состоянию на 2011 год местность в районе Усть-Рудиц заброшена. Периодически её посещают туристы, иногда снаряжаются организованные экспедиции. Дороги к бывшей деревне грунтовые, через Лопухинку и Рудицу — с бродом; через Чёрную речку мост по состоянию на октябрь 2012 года отсутствует. По состоянию на июль 2014 года (если идти по грунтовой дороге от деревни Верхние Рудицы) мост через Лопухинку есть. На северном берегу Лопухинки возле этого моста памятник, свидетельствующий о том, что в сентябре 1941 года воины 168-й стрелковой дивизии не пропустили врага на север в жестоких боях.

## Галерея
- Пётр I. Мозаика. Набрана М. В. Ломоносовым. 1754. Усть-Рудицкая фабрика. Эрмитаж
- Памятник на месте деревни

## Достопримечательности
- Близ деревни находится курганно-жальничный могильник XIV—XVI веков из семи погребений[31].